# Grand Prix Formule 1 van Italië

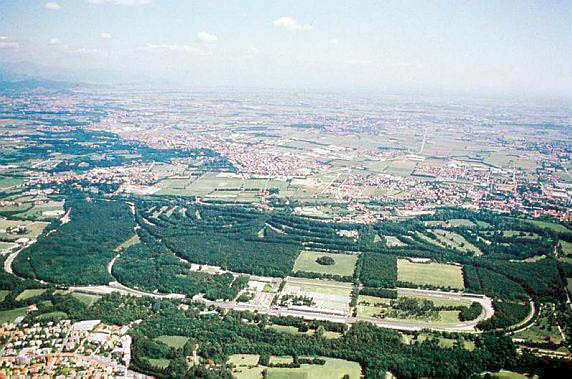
Luchtbeeld van de Autodromo Nazionale Monza

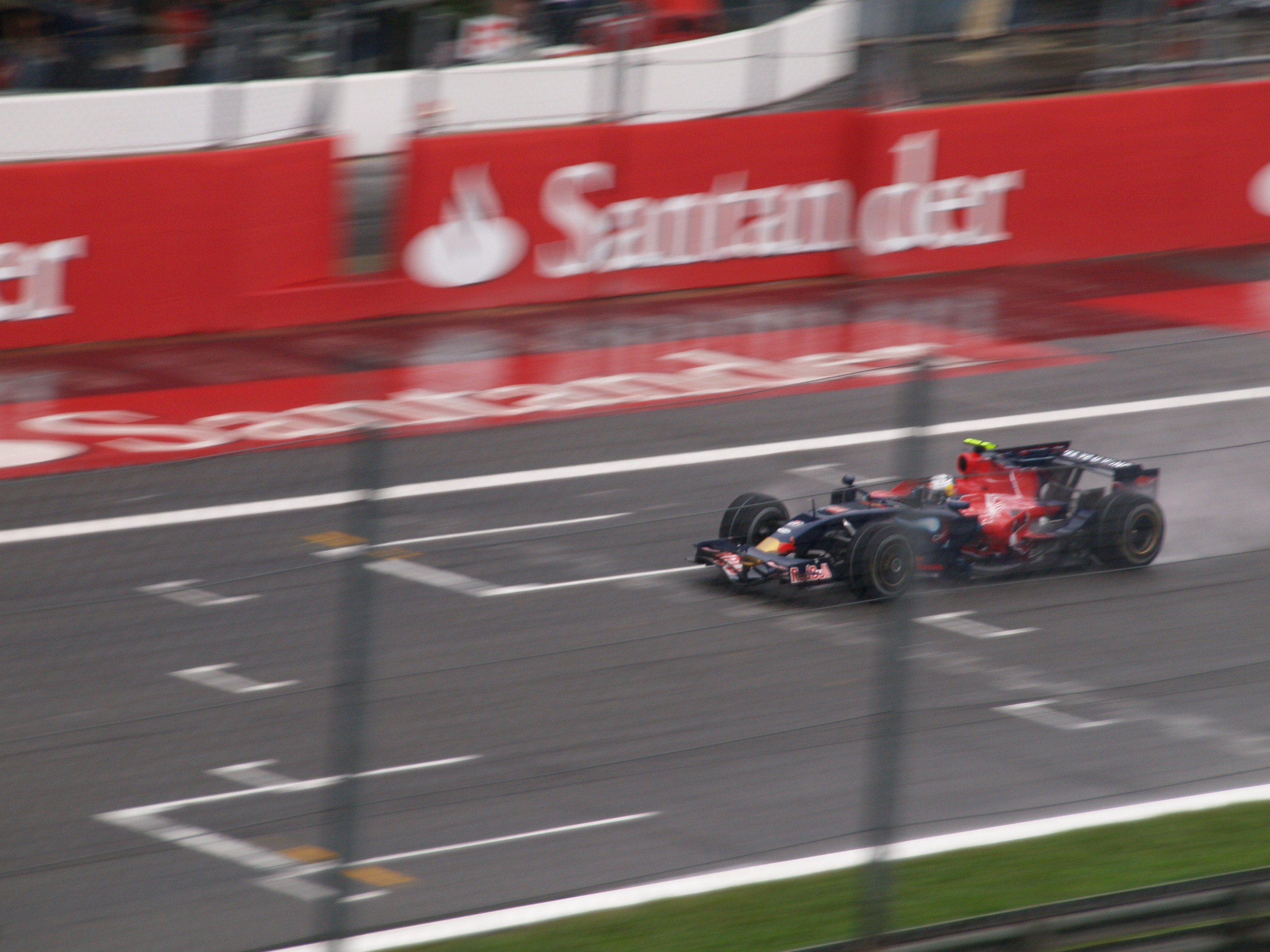
Winnaar Sebastian Vettel op Monza in 2008

De Grand Prix van Italië is een wedstrijd uit het Formule 1 kampioenschap. Net zoals de Grand Prix van Groot-Brittannië wordt de Italiaanse grand prix elk jaar gereden zonder onderbreking sinds de start van het Formule 1 kampioenschap in 1950. De race wordt telkens gehouden op de Autodromo Nazionale Monza met uitzondering van 1980 toen de grand prix gehouden werd op de Autodromo Enzo e Dino Ferrari in Imola. Na dat jaar keerde de Italiaanse grand prix terug naar het circuit in Monza en werd er op het circuit in Imola tot 2006 een grand prix gehouden onder de naam Grand Prix van San Marino. In 1957 werd er een tweede Italiaanse grand prix gehouden onder de naam Grand Prix van Pescara. 
Michael Schumacher en Lewis Hamilton zijn met vijf zeges recordhouders van het aantal gewonnen grands prix van Italië.

## Winnaars van de Grands Prix
| Jaar        | Coureur                                                  | Constructeur                                             | Locatie                                                  | Verslag                                                  |
| ----------- | -------------------------------------------------------- | -------------------------------------------------------- | -------------------------------------------------------- | -------------------------------------------------------- |
| 2024        | Charles Leclerc                                          | Ferrari                                                  | Monza                                                    | Verslag                                                  |
| 2023        | Max Verstappen                                           | Red Bull Racing-Honda RBPT                               | Monza                                                    | Verslag                                                  |
| 2022        | Max Verstappen                                           | Red Bull Racing-RBPT                                     | Monza                                                    | Verslag                                                  |
| 2021        | Daniel Ricciardo                                         | McLaren-Mercedes                                         | Monza                                                    | Verslag                                                  |
| 2020        | Pierre Gasly                                             | AlphaTauri-Honda                                         | Monza                                                    | Verslag                                                  |
| 2019        | Charles Leclerc                                          | Ferrari                                                  | Monza                                                    | Verslag                                                  |
| 2018        | Lewis Hamilton                                           | Mercedes                                                 | Monza                                                    | Verslag                                                  |
| 2017        | Lewis Hamilton                                           | Mercedes                                                 | Monza                                                    | Verslag                                                  |
| 2016        | Nico Rosberg                                             | Mercedes                                                 | Monza                                                    | Verslag                                                  |
| 2015        | Lewis Hamilton                                           | Mercedes                                                 | Monza                                                    | Verslag                                                  |
| 2014        | Lewis Hamilton                                           | Mercedes                                                 | Monza                                                    | Verslag                                                  |
| 2013        | Sebastian Vettel                                         | Red Bull Racing-Renault                                  | Monza                                                    | Verslag                                                  |
| 2012        | Lewis Hamilton                                           | McLaren-Mercedes                                         | Monza                                                    | Verslag                                                  |
| 2011        | Sebastian Vettel                                         | Red Bull Racing-Renault                                  | Monza                                                    | Verslag                                                  |
| 2010        | Fernando Alonso                                          | Ferrari                                                  | Monza                                                    | Verslag                                                  |
| 2009        | Rubens Barrichello                                       | Brawn-Mercedes                                           | Monza                                                    | Verslag                                                  |
| 2008        | Sebastian Vettel                                         | Toro Rosso-Ferrari                                       | Monza                                                    | Verslag                                                  |
| 2007        | Fernando Alonso                                          | McLaren-Mercedes                                         | Monza                                                    | Verslag                                                  |
| 2006        | Michael Schumacher                                       | Ferrari                                                  | Monza                                                    | Verslag                                                  |
| 2005        | Juan Pablo Montoya                                       | McLaren-Mercedes                                         | Monza                                                    | Verslag                                                  |
| 2004        | Rubens Barrichello                                       | Ferrari                                                  | Monza                                                    | Verslag                                                  |
| 2003        | Michael Schumacher                                       | Ferrari                                                  | Monza                                                    | Verslag                                                  |
| 2002        | Rubens Barrichello                                       | Ferrari                                                  | Monza                                                    | Verslag                                                  |
| 2001        | Juan Pablo Montoya                                       | Williams-BMW                                             | Monza                                                    | Verslag                                                  |
| 2000        | Michael Schumacher                                       | Ferrari                                                  | Monza                                                    | Verslag                                                  |
| 1999        | Heinz-Harald Frentzen                                    | Jordan-Mugen-Honda                                       | Monza                                                    | Verslag                                                  |
| 1998        | Michael Schumacher                                       | Ferrari                                                  | Monza                                                    | Verslag                                                  |
| 1997        | David Coulthard                                          | McLaren-Mercedes                                         | Monza                                                    | Verslag                                                  |
| 1996        | Michael Schumacher                                       | Ferrari                                                  | Monza                                                    | Verslag                                                  |
| 1995        | Johnny Herbert                                           | Benetton-Renault                                         | Monza                                                    | Verslag                                                  |
| 1994        | Damon Hill                                               | Williams-Renault                                         | Monza                                                    | Verslag                                                  |
| 1993        | Damon Hill                                               | Williams-Renault                                         | Monza                                                    | Verslag                                                  |
| 1992        | Ayrton Senna                                             | McLaren-Honda                                            | Monza                                                    | Verslag                                                  |
| 1991        | Nigel Mansell                                            | Williams-Renault                                         | Monza                                                    | Verslag                                                  |
| 1990        | Ayrton Senna                                             | McLaren-Honda                                            | Monza                                                    | Verslag                                                  |
| 1989        | Alain Prost                                              | McLaren-Honda                                            | Monza                                                    | Verslag                                                  |
| 1988        | Gerhard Berger                                           | Ferrari                                                  | Monza                                                    | Verslag                                                  |
| 1987        | Nelson Piquet                                            | Williams-Honda                                           | Monza                                                    | Verslag                                                  |
| 1986        | Nelson Piquet                                            | Williams-Honda                                           | Monza                                                    | Verslag                                                  |
| 1985        | Alain Prost                                              | McLaren-TAG                                              | Monza                                                    | Verslag                                                  |
| 1984        | Niki Lauda                                               | McLaren-TAG                                              | Monza                                                    | Verslag                                                  |
| 1983        | Nelson Piquet                                            | Brabham-BMW                                              | Monza                                                    | Verslag                                                  |
| 1982        | René Arnoux                                              | Renault                                                  | Monza                                                    | Verslag                                                  |
| 1981        | Alain Prost                                              | Renault                                                  | Monza                                                    | Verslag                                                  |
| 1980        | Nelson Piquet                                            | Brabham-Ford                                             | Imola                                                    | Verslag                                                  |
| 1979        | Jody Scheckter                                           | Ferrari                                                  | Monza                                                    | Verslag                                                  |
| 1978        | Niki Lauda                                               | Brabham-Alfa Romeo                                       | Monza                                                    | Verslag                                                  |
| 1977        | Mario Andretti                                           | Lotus-Ford                                               | Monza                                                    | Verslag                                                  |
| 1976        | Ronnie Peterson                                          | March-Ford                                               | Monza                                                    | Verslag                                                  |
| 1975        | Clay Regazzoni                                           | Ferrari                                                  | Monza                                                    | Verslag                                                  |
| 1974        | Ronnie Peterson                                          | Lotus-Ford                                               | Monza                                                    | Verslag                                                  |
| 1973        | Ronnie Peterson                                          | Lotus-Ford                                               | Monza                                                    | Verslag                                                  |
| 1972        | Emerson Fittipaldi                                       | Lotus-Ford                                               | Monza                                                    | Verslag                                                  |
| 1971        | Peter Gethin                                             | BRM                                                      | Monza                                                    | Verslag                                                  |
| 1970        | Clay Regazzoni                                           | Ferrari                                                  | Monza                                                    | Verslag                                                  |
| 1969        | Jackie Stewart                                           | Matra-Ford                                               | Monza                                                    | Verslag                                                  |
| 1968        | Denny Hulme                                              | McLaren-Ford                                             | Monza                                                    | Verslag                                                  |
| 1967        | John Surtees                                             | Honda                                                    | Monza                                                    | Verslag                                                  |
| 1966        | Ludovico Scarfiotti                                      | Ferrari                                                  | Monza                                                    | Verslag                                                  |
| 1965        | Jackie Stewart                                           | BRM                                                      | Monza                                                    | Verslag                                                  |
| 1964        | John Surtees                                             | Ferrari                                                  | Monza                                                    | Verslag                                                  |
| 1963        | Jim Clark                                                | Lotus-Climax                                             | Monza                                                    | Verslag                                                  |
| 1962        | Graham Hill                                              | BRM                                                      | Monza                                                    | Verslag                                                  |
| 1961        | Phil Hill                                                | Ferrari                                                  | Monza                                                    | Verslag                                                  |
| 1960        | Phil Hill                                                | Ferrari                                                  | Monza                                                    | Verslag                                                  |
| 1959        | Stirling Moss                                            | Cooper-Climax                                            | Monza                                                    | Verslag                                                  |
| 1958        | Tony Brooks                                              | Vanwall                                                  | Monza                                                    | Verslag                                                  |
| 1957        | Stirling Moss                                            | Vanwall                                                  | Monza                                                    | Verslag                                                  |
| 1956        | Stirling Moss                                            | Maserati                                                 | Monza                                                    | Verslag                                                  |
| 1955        | Juan Manuel Fangio                                       | Mercedes                                                 | Monza                                                    | Verslag                                                  |
| 1954        | Juan Manuel Fangio                                       | Mercedes                                                 | Monza                                                    | Verslag                                                  |
| 1953        | Juan Manuel Fangio                                       | Maserati                                                 | Monza                                                    | Verslag                                                  |
| 1952        | Alberto Ascari                                           | Ferrari                                                  | Monza                                                    | Verslag                                                  |
| 1951        | Alberto Ascari                                           | Ferrari                                                  | Monza                                                    | Verslag                                                  |
| 1950        | Giuseppe Farina                                          | Alfa Romeo                                               | Monza                                                    | Verslag                                                  |
| 1949        | Alberto Ascari                                           | Ferrari                                                  | Monza                                                    | Verslag                                                  |
| 1948        | Jean-Pierre Wimille                                      | Alfa Romeo                                               | Valentino Park                                           | Verslag                                                  |
| 1947        | Carlo Felice Trossi                                      | Alfa Romeo                                               | Milaan                                                   | Verslag                                                  |
| 1946 - 1939 | Grand Prix niet verreden vanwege de Tweede Wereldoorlog. | Grand Prix niet verreden vanwege de Tweede Wereldoorlog. | Grand Prix niet verreden vanwege de Tweede Wereldoorlog. | Grand Prix niet verreden vanwege de Tweede Wereldoorlog. |
| 1938        | Tazio Nuvolari                                           | Auto-Union                                               | Monza                                                    | Verslag                                                  |
| 1937        | Rudolf Caracciola                                        | Mercedes-Benz                                            | Livorno                                                  | Verslag                                                  |
| 1936        | Bernd Rosemeyer                                          | Auto-Union                                               | Monza                                                    | Verslag                                                  |
| 1935        | Hans Stuck                                               | Auto-Union                                               | Monza                                                    | Verslag                                                  |
| 1934        | Luigi Fagioli Rudolf Caracciola                          | Mercedes-Benz                                            | Monza                                                    | Verslag                                                  |
| 1933        | Luigi Fagioli                                            | Alfa Romeo                                               | Monza                                                    | Verslag                                                  |
| 1932        | Tazio Nuvolari                                           | Alfa Romeo                                               | Monza                                                    | Verslag                                                  |
| 1931        | Giuseppe Campari Tazio Nuvolari                          | Alfa Romeo                                               | Monza                                                    | Verslag                                                  |
| 1930 1929   | Grand Prix niet verreden.                                | Grand Prix niet verreden.                                | Grand Prix niet verreden.                                | Grand Prix niet verreden.                                |
| 1928        | Louis Chiron                                             | Bugatti                                                  | Monza                                                    | Verslag                                                  |
| 1927        | Robert Benoist                                           | Delage                                                   | Monza                                                    | Verslag                                                  |
| 1926        | Louis Charavel                                           | Bugatti                                                  | Monza                                                    | Verslag                                                  |
| 1925        | Gastone Brilli-Peri                                      | Alfa Romeo                                               | Monza                                                    | Verslag                                                  |
| 1924        | Antonio Ascari                                           | Alfa Romeo                                               | Monza                                                    | Verslag                                                  |
| 1923        | Carlo Salamano                                           | Fiat                                                     | Monza                                                    | Verslag                                                  |
| 1922        | Pietro Bordino                                           | Fiat                                                     | Monza                                                    | Verslag                                                  |
| 1921        | Jules Goux                                               | Ballot                                                   | Brescia                                                  | Verslag                                                  |

## Winnaar van de Sprint
| Jaar | Coureur         | Constructeur | Locatie | Verslag |
| ---- | --------------- | ------------ | ------- | ------- |
| 2021 | Valtteri Bottas | Mercedes     | Monza   | Verslag |

1921 · 1922 · 1923 · 1924 · 1925 · 1926 · 1927 · 1928 · 1931 · 1932 · 1933 · 1934 · 1935 · 1936 · 1937 · 1938 · 1947 · 1948 · 1949 · 1950 · 1951 · 1952 · 1953 · 1954 · 1955 · 1956 · 1957 · 1958 · 1959 · 1960 · 1961 · 1962 · 1963 · 1964 · 1965 · 1966 · 1967 · 1968 · 1969 · 1970 · 1971 · 1972 · 1973 · 1974 · 1975 · 1976 · 1977 · 1978 · 1979 · 1980 · 1981 · 1982 · 1983 · 1984 · 1985 · 1986 · 1987 · 1988 · 1989 · 1990 · 1991 · 1992 · 1993 · 1994 · 1995 · 1996 · 1997 · 1998 · 1999 · 2000 · 2001 · 2002 · 2003 · 2004 · 2005 · 2006 · 2007 · 2008 · 2009 · 2010 · 2011 · 2012 · 2013 · 2014 · 2015 · 2016 · 2017 · 2018 · 2019 · 2020 · 2021 · 2022 · 2023 · 2024 · 2025